# Graeme Le Saux
Graeme Le Saux ([ləˈsoʊ]IPA; * 17. října 1968, Saint Helier) je fotbalista z ostrova Jersey, který hrával na pozici levého obránce. S Chelsea FC vyhrál Pohár vítězů pohárů 1997/98, Superpohár UEFA 1998 a FA Cup 1999/00, v dresu Blackburn Rovers FC se stal v roce 1995 anglickým mistrem. Professional Footballers' Association ho zařadila do nejlepší ligové jedenáctky v letech 1995 a 1998. V roce 1997 přestoupil z Blackburnu do Chelsea za pět milionů liber, což byla tehdy rekordní částka vyplacená za defenzivního hráče. Reprezentoval Anglii na mistrovství světa ve fotbale 1998, kde Angličané vypadli v osmifinále, na Umbro Cupu 1995 (2. místo) a Tournoi de France 1997 (1. místo). Svůj jediný reprezentační gól vstřelil Brazilcům na Umbro Cupu.
Po skončení fotbalové kariéry působí jako televizní komentátor a finanční analytik. Vystudoval vědu o životním prostředí na Kingston University. Je ženatý a má dvě
děti, přesto ho Robbie Fowler označil za homosexuála (později se za to omluvil). Důvodem byl Le Sauxův na fotbalistu neobvyklý životní styl, zájmy jako četba, sbírání starožitností nebo ochrana přírody. Le Saux proto vyjádřil sympatie Thomasu Hitzlspergerovi poté, co německý hráč West Ham United veřejně oznámil svou orientaci.